# Hasseltia floribunda
Hasseltia floribunda, Nombres comunes: pie de paloma, “hueso liso”   (Mahecha, E. 2004)

## Descripción
Árbol que habita entre los 0 y los 1800 m s. n. m., alcanza los 15 m de altura y su tronco es acanalado. Las hojas son simples, alternas, helicoidales, con glándulas en la base, trinervadas y con estípulas libres Las flores están dispuestas en umbelas y son pequeñas de color blanco. Los frutos son globosos de color blanco.      (Mahecha, E. 2004)

## Usos
Sus frutos sirven como alimento para el hombre y para los animales silvestres.
Es una especie dendroenergética (leña y carbón).  (Mahecha, E. 2004)

## Taxonomía
Hasseltia floribunda fue descrita por Carl Sigismund Kunth y publicado en Nova Genera et Species Plantarum (quarto ed.) 7: 232–233, t. 651, en el año 1825.
Sinonimia
- Banara laxiflora Benth.
- Hasseltia laxiflora (Benth.) Eichler
- Hasseltia micrantha L.O. Williams
- Hasseltia monagensis Steyerm.
- Hasseltia peruviana Pilg.
- Hasseltia pubescens Benth.
- Hasseltia rigida Woodson ex A. Robyns
- Hasseltia tomentulosa Cuatrec.[3]